# Кабаагачлы, Джеват Шакир
Джеват Шакир Кабаагачлы (имя при рождении Муса Джеват Шакир, также был известен как «Рыбак из Галикарнаса» (Галикарнасский рыбак, (тур. Halikarnas Balıkçısı)); 17 апреля 1886 — 13 октября 1973) — турецкий писатель

.

## Биография
Родился 17 апреля 1886 года на Крите в семье чиновника. Был старшим из шести детей. Одна из его сестёр, Фахрониса Зейд, стала знаменитой художницей. Дядя Джевата Шакира Ахмед Джевад-паша занимал пост Великого визиря. После снятия его с поста в 1895 году отец будущего писателя в знак протеста перевёз свою семью на Принцевы острова.
В 1907 году Джеват Шакир окончил Роберт-колледж. После этого изучал историю в Оксфордском университете. В 1913 году переехал в Италию, там женился. В период нахождения за границей у Джеватта Шакира родилось двое детей. Дочь в официальном браке в Италии, сын — от неформальной связи в Испании.
В 1914 году вернулся в Османскую империю. Родственники Джевата Шакира, особенно его отец, восприняли жену и дочь, с которыми он вернулся, негативно. Помимо этого, неосмотрительные траты Джевата Шакира значительно ухудшили финансовое положение его отца. Эти обстоятельства привели значительно ухудшили отношения между Джеватом Шакиром и его отцом, между ними происходили ссоры, одна из которых закончилась смертью отца писателя. Джеват Шакир был признан виновным в его смерти и приговорён к 14 годам тюремного заключения, но вследствие британской оккупации был освобождён через 7 лет.
После освобождения писатель развёлся со своей итальянской женой, после чего женился второй раз, его избранницей стала дочь его дяди, которую звали Хамидие.
В 1925 году за рассказ, героем которого был дезертировавший из османской армии солдат, был обвинён в пропаганде против армии и приговорён к 3 годам тюрьмы, наказание отбывал в Бодруме.
После освобождения писатель вторично развёлся и вновь женился. Его новой женой стала турецкая критянка Хатидже.
Умер 13 октября 1973 года от рака кости в Измире, похоронен там же.